# Viðreisn
Viðreisn (Återupprättande/Renässans) är ett EU-vänligt, liberalt inriktat politiskt parti på Island, bildat den 24 maj 2016 av Benedikt Jóhannesson och andra avhoppare från Självständighetspartiet.

## Valresultat
| Val  | Röster | %    | Mandat   | +/– | Position          |
| ---- | ------ | ---- | -------- | --- | ----------------- |
| 2016 | 19 870 | 10,5 | 7 av 63  | ▲ 7 | ▲ 5 största parti |
| 2017 | 13 122 | 6,7  | 4 av 63  | ▼ 3 | ▼ 8 största parti |
| 2021 | 16 628 | 8,3  | 5 av 63  | ▲ 1 | ▲ 7 största parti |
| 2024 | 33 606 | 15,8 | 11 av 63 | ▲ 6 | ▲ 3 största parti |